# 엘라 레인스

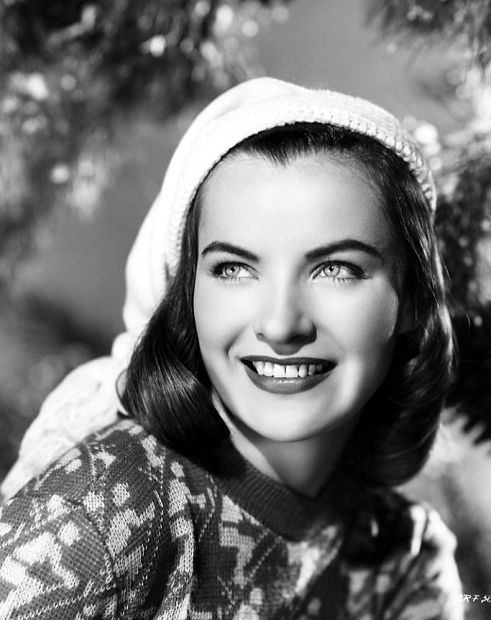

엘라 레인스(Ella Raines, 1920년 8월 6일 ~ 1988년 5월 30일)는 미국의 배우, 텔레비전 배우, 영화배우이다.
셔먼오크스에서 사망하였다. 사인은 식도암이다.

## 영화
- 잔인한 힘 (1947년)
- 정복 영웅의 환영 (1944년)
- 당당하게 (1944년)
- 아르센 뤼팽 등장 (1944년)
- 콜벳 K-225 (1943년)